# Декоммунизация

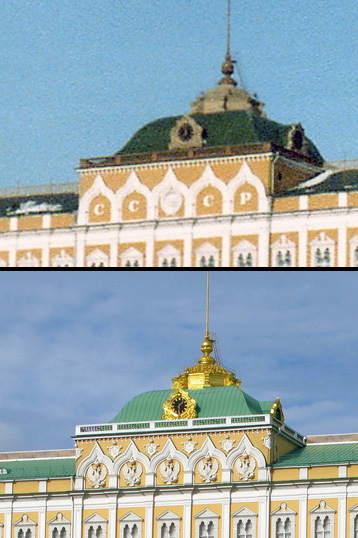
Надпись «СССР» и Государственный герб Союза Советских Социалистических Республик заменены на пять двуглавых орлов герба России на фасаде Большого Кремлёвского дворца в Москве после распада СССР

Декоммуниза́ция, десоветиза́ция  — теоретическая и практическая деятельность, направленная на отказ от коммунистических идеалов, на устранение коммунистической идеологии из всех сфер жизни общества.

## Декоммунизация на оккупированных территориях СССР в период Великой Отечественной войны
Политика нацистской Германии включала:
- Уничтожение советской символики.
- Переименование городов, улиц и площадей.
- Чистки библиотек.
- Преследование коммунистов. Составной частью идеологии национал-социалистической партии был антикоммунизм, выражавшийся в политике физического уничтожения членов компартии на территориях, оккупированных войсками нацистской Германии во главе с Адольфом Гитлером. Например, Приказ о комиссарах предусматривал немедленный расстрел всех взятых в плен политработников Красной армии.

## Декоммунизация по странам
В качестве составляющих современной декоммунизации можно рассматривать:
- Демонтаж советской символики.
- Возвращение досоветских топонимов, в том числе названий городов, улиц и площадей.
- Поражение коммунистов в правах. Люстрация стала обозначать государственную политику ограничения участия бывших коммунистов, и особенно осведомителей коммунистической тайной полиции, в политической жизни страны, что выражалось в запрете на занятие государственных должностей, профессиональную практику и снятии статуса неприкосновенности личной жизни (допускается публичное распространение любой информации о происхождении, деталях биографии и т.п)[источник не указан 4564 дня].

Комплекс мер по декоммунизации зависит от конкретной страны, в том числе в рамках политики памяти и преодоления прошлого. В некоторых государствах меры по декоммунизации были отменены или смягчены в судебном порядке (в том числе под влиянием международных органов).

### Азербайджан
В 1994 году в Баку демонтировали огромный памятник Кирову (установленный в 1939 году), причём в 1995 году почти на том же месте, где он стоял была построена мечеть в османском стиле. В 2009 году в Баку был демонтирован мемориальный комплекс, посвященный 26 бакинским комиссарам.

### Албания
Рамиз Алия, Неджмие Ходжа, Мухо Аслани, Ленка Чуко, Адиль Чарчани, Прокоп Мурра, Хекуран Исаи, Симон Стефани, Мануш Мюфтиу, Кино Буджели и ещё несколько руководящих функционеров АПТ и Сигурими были приговорены к тюремному заключению. Почти все они освободились досрочно — либо по состоянию здоровья, либо в ходе политической борьбы между различными клановыми группировками.

### Армения
В Армении декоммунизация шла ещё при советской власти — в 1990—1991 годах. Причём декоммунизация переплеталась с национализмом и сопровождалась сносом памятников досоветским деятелям русской культуры. В сентябре 1990 года под предлогом ветхости в Ереване демонтировали бюст Александру Пушкину (вновь восстановили через девять дней усилиями учителей русского языка и литературы). В 1991 году с главной площади Еревана сняли памятник Ленину, предварительно его обезглавив. Снятие приветствовали радостными криками. Постамент памятника Ленину простоял до 1996 года.

### Болгария
Тодор Живков был приговорён к 7 годам лишения свободы, а отсидел только один день, потому что был освобождён «по состоянию здоровья». Его ближайший сподвижник Милко Балев был осуждён за коррупционные злоупотребления на 2 года тюрьмы, но приговор отменён по протесту адвоката. Глава болгарского Комитета госбезопасности Мирчо Спасов умер под домашним арестом во время следствия.

### Венгрия
Организован Институт истории венгерской революции 1956 года. В 2000 году в Венгрии было введено уголовное наказание за использование коммунистической символики (серп и молот, красная звезда). Однако практика его применения вызвала недовольство Европейского суда по правам человека, который в 2008 году в деле «Важнай против Венгрии» осудил Венгрию за то, что уголовному наказанию подвергся заместитель главы Рабочей партии Венгрии, который прикрепил к одежде красную звезду во время публичной демонстрации. После этого в апреле 2013 года была принята новая редакция этого закона в соответствии с решением Европейского суда по правам человека.

### Германия
Назначен Федеральный уполномоченный по Архивам Штази (BStU). Осуществлялось преследование госслужащих ГДР. Эрих Хонеккер был арестован, но вскоре освобождён в силу преклонного возраста и состояния здоровья. На тех же основаниях были освобождены от ответственности Эрих Мильке, Вилли Штоф, Гюнтер Миттаг, Курт Хагер, Герман Аксен. Несколько человек, например, Эгон Кренц, Фриц Штрелец, Хайнц Кесслер, Ханс Альбрехт были осуждены на несколько лет заключения. Гюнтер Клайбер и Гюнтер Шабовски получили помилование.

### Грузия
В августе 1990 года в Тбилиси облили краской и закидали бутылками с бензином (затем подожгли) статую Ленина на площади Ленина. На следующий день власти Тбилиси сняли статую с пьедестала, оторвав ей при этом ноги.

### Казахстан
В 1997 году памятник Ленину в городе Алматы был демонтирован с центральной площади Ленина и перенесён в сквер за кинотеатром Сарыарка. Сама площадь была переименована в Астана. В других городах также памятники Ленину были демонтированы с центральных площадей.

### Камбоджа
Организованы Чрезвычайные палаты в судах Камбоджи. Канг Кек Иеу 26 июля 2010 года был приговорён к 35 годам тюремного заключения. Нуон Чеа и Кхиеу Сампхан отбывают пожизненное заключение, Иенг Сари и Та Мок умерли до вынесения приговора.

### Литва
Организован Центр исследования геноцида и сопротивления Литвы. В 2010 году в Литве была введена уголовная ответственность за публичные поддержку, отрицание или значительное умаление преступлений, совершённых Советским Союзом против республики или её жителей. Также был наложен запрет на публичную демонстрацию коммунистической и советской символики (кроме памятных мероприятий). В Литве были осуждены в уголовном порядке несколько сотрудников советских спецслужб:
- М. Булатов — в мае 2010 года приговорён к 7 годам лишения свободы за убийство в начале 1950-х годов «лесных братьев»;
- Е. Соколов — в июле 2010 года осуждён за то, что возглавлял группу по депортации жителей Литвы в 1949 году.

1 мая 2023 года вступил в силу закон «О запрете пропаганды тоталитарных, авторитарных режимов и их идеологий». Документ в любой форме запрещает увековечивать и изображать людей, символы и информацию, пропагандирующую авторитарные и тоталитарные режимы, а также их идеологию в названиях улиц и памятниках.
Весной 2025 года в рамках очередного этапа декоммунизации литовские власти приступили к спиливанию надписей "СССР" и "Лит ССР" на крышках канализационных люков (видео).

### Молдова
1 октября 2012 года в Молдове вступил в силу закон, который запретил использование в политических целях коммунистической символики. Закон предусматривал, что партия, использующая коммунистическую символику будет наказана штрафом (до 810 долларов), а если после наказания в течение двух недель не откажется от использования символики, то будет запрещена. Конституционный суд Республики Молдова обратился в Венецианскую комиссию с просьбой дать заключение на этот закон. Венецианская комиссия сообщила, что этот запрет нарушает 10 и 11 статьи Европейской конвенции по правам человека. По мнению Венецианской комиссии, нет связи между тоталитарной коммунистической идеологией и символами серп и молот, которые Партия коммунистов Республики Молдова использует с 1994 года. Венецианская комиссия решила, что запрет коммунистической символики может лишить кандидатов от этой партии возможности участвовать в выборах. При этом партия не собирается насильственно свергать демократический конституционный порядок. В Постановлении от 4 июня 2013 года Конституционный суд Республики Молдова фактически признал неконституционным запрет коммунистической символики.

### Польша
Действует Институт национальной памяти — Комиссия по расследованию преступлений против польского народа. Войцех Ярузельский смог избежать явки в суд со ссылкой на слабое здоровье. Станислав Кочёлек был оправдан за недостаточностью улик. Процессы против Мирослава Милевского, Богуслава Стахуры, Зенона Платека были прекращены по состоянию здоровья обвиняемых. Тадеуш Тучапский скончался до вынесения приговора. Чеслав Кищак был признан виновным, но приговор носил символический характер. Реальные сроки заключения получили лишь некоторые командиры и рядовые бойцы ЗОМО, а также Адам Хумер, Владислав Цястонь, Юзеф Сасин. «Беспомощность польского правосудия» некоторые аналитики объясняют конфиденциальными договорённостями, достигнутыми в Магдаленке и на Круглом столе. 22 июня 2017 года сейм Польши принял поправки в закон о декоммунизации, предусматривающие, что в течение 12 месяцев должны быть демонтированы памятники, «прославляющие коммунистическое наследие» (исключение — памятники, расположенные в местах захоронений и в некоторых иных случаях). 21 октября 2017 года в Польше закон о декоммунизации, предусматривающий снос памятников Красной Армии, вступил в силу. В законодательстве содержится термин «коммунистические преступления».

### Россия
Весной 1991 года наблюдались стихийный снос памятников Ленину и нападения на депутатов от КПСС, когда общественность требовала «Распустить и судить КПСС!», «Бей коммунистов!» и т. п.
После августовских событий 1991 года в Москве началась своеобразная кампания по сносу памятников. Были демонтированы памятники Дзержинскому, Павлику Морозову, Свердлову, Калинину. Попытки демонтажа памятников Ленину и Карлу Марксу закончились неудачно. В октябре 1991 года Президиум Моссовета принял решение «О сохранении, переносе в запасники и размещении специальной экспозиции материальных сооружений политико-идеологической тематики советского периода», согласно которому предусматривалось из шестидесяти восьми памятников Ленину в Москве оставить семь в качестве образцов монументального искусства, а остальные разместить в запасниках или специально организованном парке скульптур на Крымской набережной. В частности, в 1995 году в Кремле был демонтирован памятник Ленину (в настоящее время находится в Ленинских Горках). Начавшаяся в Москве «война памятников» быстро распространилась на некоторые регионы: например, 24 августа зампредоблсовета Свердловской области был вынужден разослать телеграмму всем горсоветам о необходимости пресечения «актов вандализма». Но эта мера не имела успеха. Идея организации специальной площади-музея для переноса памятников историко-революционной тематики обсуждалась также комиссией, образованной Мэрией Санкт-Петербурга в октябре 1991 года.
По неофициальным подсчётам, в России было установлено приблизительно 7000 памятников Ленину, из них к 2021 году сохранилось около 6000. Статистика осложняется тем, что многие новые памятники устанавливались взамен старых. При этом демонтаж в основном затронул две столицы, которые и лидировали по числу памятников: в Москве насчитывается 111 существующих из 200 установленных, в Петербурге — 90 из 150: «По большому счёту, серьёзных кампаний по демонтажу памятников Ленину в России не проводилось. Демонтировано лишь несколько памятников в областных центрах, да и то не полностью, а с переносом монумента на другое место... Единственный центр региона, где памятник демонтирован окончательно — Грозный. В районных центрах намеренно памятники практически не демонтировались — они если и сносились, то из-за ветхости или из-за перестройки прилегающей территории».
Происходило переименование некоторых городов. Ленинград был переименован в Санкт-Петербург, Свердловск в Екатеринбург, Загорск в Сергиев Посад. В городах происходило переименование улиц, проспектов, площадей, названных в честь коммунистов, возвращались исторические названия. Впрочем, подобные факты переименований отмечались и до августовских событий, при советской власти (например, в Ленинграде в период Великой Отечественной войны). Систематического порядка эти мероприятия, как и демонтаж памятников, не приобрели.
С распадом СССР на зданиях государственных учреждений российская символика стала замещать советскую: в частности, на здании Большого Кремлёвского дворца герб и надпись СССР были заменены на пять двуглавых орлов. Тем не менее, запрета старой символики нет, и на многих памятниках культурного наследия, таких, как ВДНХ, она сохраняется.
Ряд публичных лиц и организаций (например, политическая партия «ПАРНАС») выступал за проведение мер по декоммунизации и привлечение к ответственности организаторов и проводников политики тоталитаризма. По мнению общественного деятеля Андрея Зубова, декоммунизация должна быть проведена по аналогии с денацификацией, и её частным элементом является десталинизация. Архиерейский синод Русской православной церкви заграницей, назвав Ленина «главным гонителем и мучителем XX века», призвал убрать его тело с Красной площади и освободить населённые пункты от памятников Ленину. Действовало международное общество «Мемориал», также, с 2006 года существует общественный фонд «Возвращение». Идеи лидеров действовавшего в 1991—2007 годах движения «Демократическая Россия» об ограничении участия определённых лиц в общественно-политической жизни или устранении их из общественных и хозяйственных сфер, обеспечивающих им властные полномочия на любом уровне, нашли отражение в законопроекте о люстрации, разработанном депутатом Львом Пономарёвым, и в законопроекте «О запрете на профессии для проводников политики тоталитарного режима», разработанном депутатом Галиной Старовойтовой. Эти предложения, однако, не нашли общественной поддержки и не получили законодательного оформления ни в Верховном Совете России, ни в Государственной Думе.
Результаты проведённых опросов населения показывают, что большинство россиян десталинизацию и десоветизацию не поддерживает.

### Румыния
Организован Институт по расследованию коммунистических преступлений в Румынии. Получили известность Тимишоарская прокламация и Голаниада. Николае Чаушеску был приговорён к смерти и расстрелян. Несколько его ближайших сподвижников — Эмиль Бобу, Маня Мэнеску, Ион Динкэ, Тудор Постелнику — были приговорены к пожизненному заключению по обвинению геноциде, но через несколько лет освобождены по переквалификации обвинений и состоянию здоровья.

### Таджикистан
В Таджикистане произошли изменения, касающиеся наследия советской эпохи. Были переименованы географические объекты, которые имели советские наименования. Постановлением Верховного Совета Таджикской ССР №246 от 26 февраля 1991 года Ленинабаду возвращено историческое название — Худжанд. До 1992 года главная улица города Душанбе носила имя Ленина, затем в рамках кампании по возрождению национальной идентичности проспект был переименован и назван в честь таджикского поэта и учёного Абу Абдуллах Джафара Рудаки. А в 2016 году по указу президента Таджикистана город Чкаловск был переименован в Бустон. На сегодняшний день, в столице Душанбе нет ни одного памятника Ленину, что свидетельствует о сносе всех советских памятников в городе. С начала 2017 года, 1 мая перестал считаться выходным днём.

### Узбекистан
В 1993 году в Ташкенте заменили памятник Карлу Марксу на статую Тамерлана.

### Украина
Организован Украинский институт национальной памяти. С конца 2013 года активизировался процесс сноса памятников коммунистическим деятелям. В мае 2015 года президент Украины Пётр Порошенко подписал закон, который запретил пропаганду коммунистического режима и его символики. За публичную демонстрацию этой символики предусмотрена уголовная ответственность. В 2015—2016 годах приговоров за использование коммунистической символики не было. 4 мая 2017 года один из судов Львова осудил на 2,5 года лишения свободы условно (с применением соглашения о признании вины) студента университета за публикацию в период с мая 2015 года по апрель 2016 года философско-политических цитат из сочинений Ленина, а также лозунгов «Ленин жил, Ленин жив, Ленин будет жить!», «План — закон, выполнение — долг, перевыполнение — честь!». Технику, изъятую у обвиняемого (два ноутбука и т. п.) суд ему вернул, но постановил уничтожить «Капитал» Карла Маркса, партийный билет, комсомольские документы, а также иную продукцию с коммунистической символикой (флаги, плащи-дождевики, футболки, кепки), красную, жёлто-синюю и георгиевскую ленты. Это был первый приговор за использование коммунистической символики на Украине (по статье 436-1 Уголовного кодекса Украины). Коммунистическая партия Украины была запрещена 16 мая 2022 года.

### Чехия и Словакия
В Чехии было создано Бюро по документации и расследованию преступлений коммунизма, а в Словакии — Институт национальной памяти (Ústav pamäti národa). Мирослав Штепан провёл в заключении около двух лет. Любомир Штроугал, Милош Якеш и Йозеф Ленарт оправданы по суду. Дело в отношении Василя Биляка закрыто словацкой прокуратурой. Антонин Капек и Вильям Шалгович покончили с собой.

### Эстония

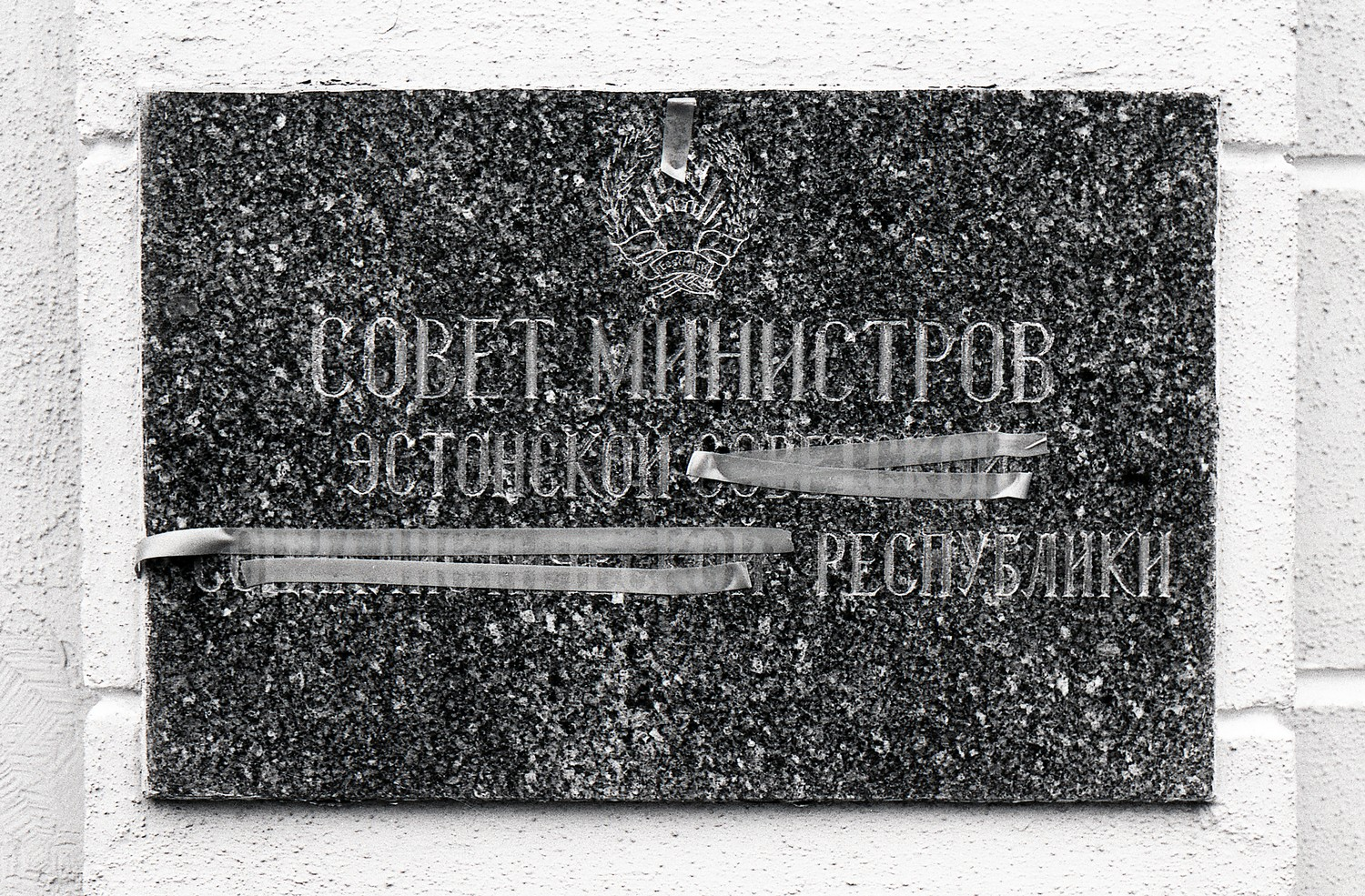
Пример стихийной «декоммунизации» в Эстонии, май 1990 года

Организована Эстонская международная комиссия по расследованию преступлений против человечности.

### Эфиопия
Сподвижники Менгисту Хайле Мариама предстали перед трибуналом и были осуждены на длительные сроки заключения за геноцид, массовые убийства, узурпацию власти, организацию голода. В отношении самого Менгисту, успевшего бежать из страны, заочно вынесен смертный приговор.